# Heliophisma klugii
Heliophisma klugii là một loài bướm đêm trong họ Erebidae.

## Hình ảnh

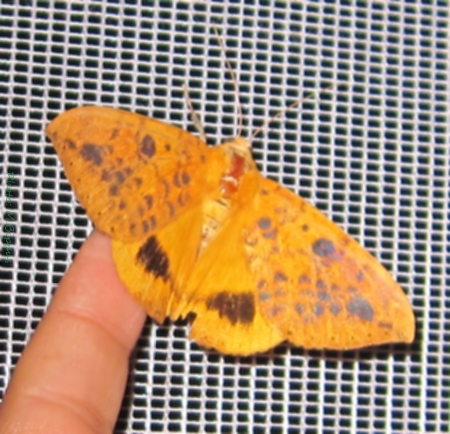
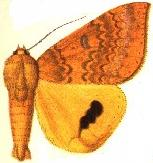